# Małgorzata Urbanowicz
Małgorzata Urbanowicz, z d. Zep (ur. 29 września 1968) – polska lekkoatletka, płotkarka, specjalizująca się w biegu na 100 metrów przez płotki, mistrzyni i reprezentantka Polski.

## Kariera sportowa
Była zawodniczką Startu Łódź.
Na mistrzostwach Polski seniorek na otwartym stadionie wywalczyła trzy medale, w tym złoty w sztafecie 4 x 100 metrów w 1986 oraz dwa brązowe w biegu na 100 m ppł - w 1988 i 1992. Na halowych mistrzostwach Polski seniorek zdobyła jeden medal, srebrny w biegu na 60 m ppł w 1990.
W 1986 wystąpiła na mistrzostwach świata juniorów, zajmując 8. miejsce w biegu na 100 m ppł, z czasem 14,35. 
Rekord życiowy na 100 m ppł: 13,61 (29.07.1990).